# Sif Mons

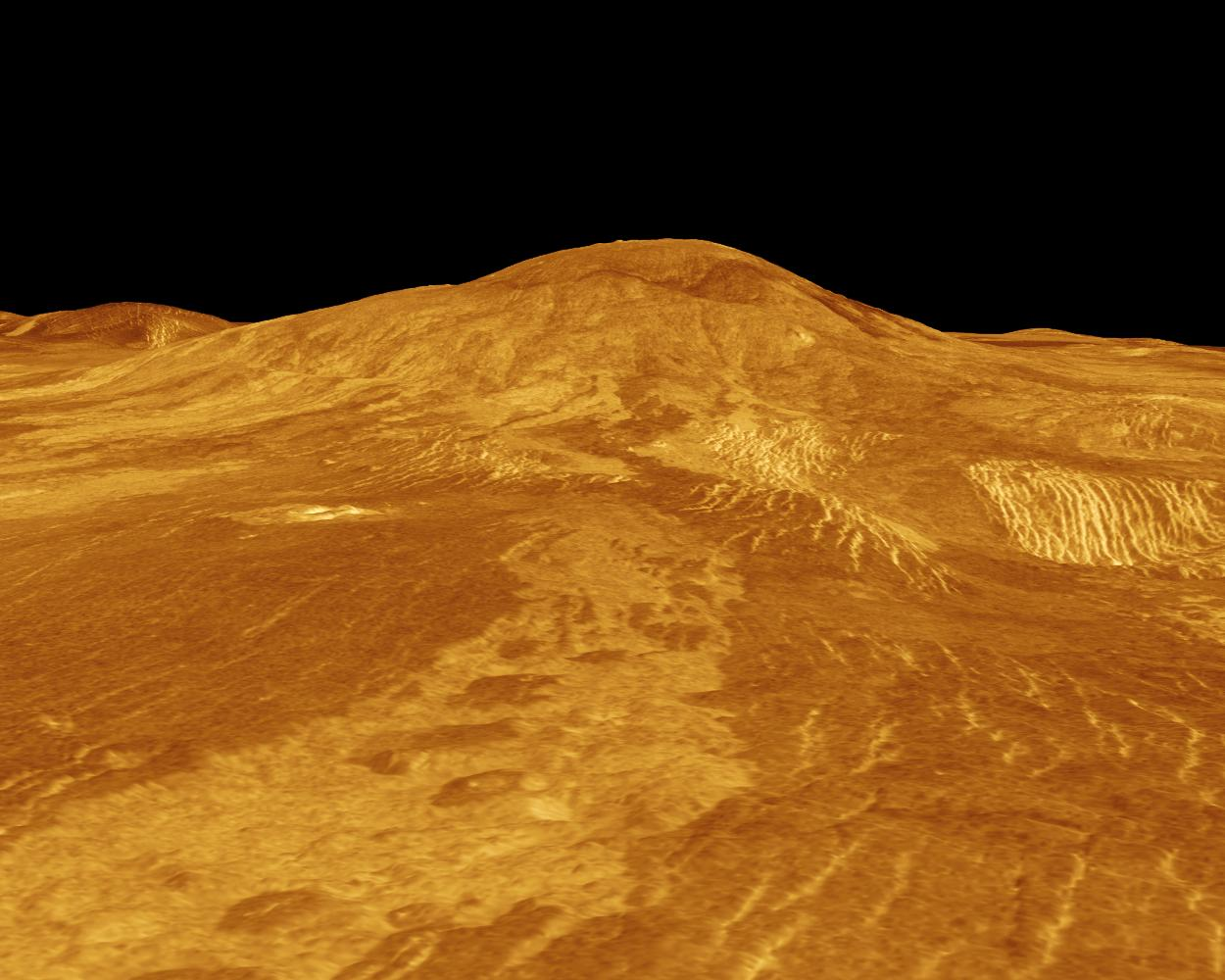
Computergenerierte Ansicht der Nordseite von Sif Mons. Bild in Falschfarben.

Der Sif Mons (lateinisch für Berg der Sif, der nordischen Göttin der Vegetation) ist ein Schildvulkan auf der Venus.
Der Vulkanberg ist etwa zwei Kilometer hoch und 200 Kilometer breit. Er befindet sich 22° Nord und 352,4° Ost im Westen des Hochlands Eistla Regio. Östlich von ihm befindet sich dort der noch größere Vulkan Gula Mons. Ausbrüche wurden auf der Venus noch nie beobachtet.